# Chaudun
Chaudun es una comuna francesa, situada en el departamento de Aisne, de la región de Alta Francia.

## Demografía
| 222 | 234 | 294 | 257 | 287 | 282 | 260 | 248 |
| Para los censos de 1962 a 1999 la población legal corresponde a la población sin duplicidades (Fuente: INSEE [Consultar]) |     |     |     |     |     |     |     |